# Aggiornamento software
Un aggiornamento software (in lingua inglese upgrade, update), in informatica, si riferisce al processo di sostituzione di un componente software di un sistema informatico con un componente di uguale funzione più recente. In riferimento al programma si utilizza il termine patch. Upgrade e Update non sono la stessa cosa.

## Caratteristiche
La sostituzione ha solitamente lo scopo di risolvere dei difetti riscontrati nel precedente componente, migliorarne le prestazioni oppure aggiungere nuove funzioni. Un esempio di aggiornamento hardware è l'aggiunta di memoria RAM in un personal computer oppure l'aggiunta di nodi in un cluster di calcolo. Un esempio di aggiornamento software è l'installazione di una nuova versione di un programma.
Nel caso di aggiornamenti software spesso non è richiesta una nuova installazione dell'intero programma, ma di una patch contenente solo le differenze rispetto alla versione precedente. Questo espediente permette di contenere le dimensioni in byte dell'aggiornamento, facilitandone il trasferimento/trasmissione attraverso la Rete Internet con minore occupazione di banda.

## Oggetto
Gli aggiornamenti software possono riguardare i driver di una periferica, un'applicazione o addirittura un intero sistema operativo, ma sono tutti estremamente importanti, poiché a causa della notevole complessità dei software attualmente in circolazione, è praticamente impossibile sviluppare fin dall'inizio versioni prive di errori o problemi vari (bug), che vanno quindi corretti in seguito, quando il programma è già stato messo in distribuzione.

## Disponibilità
L'aggiornamento può essere distribuito su supporti fisici di memorizzazione come i CD-ROM oppure attraverso la Rete Internet. Molti programmi e tutti i moderni sistemi operativi prevedono dei sistemi o programmi che informano automaticamente l'utente della possibile disponibilità di nuovi aggiornamenti, ed eventualmente gli stessi programmi possono provvedere ad installare i suddetti aggiornamenti.